# Unicodeblock IPA-Erweiterungen
Der Unicodeblock IPA-Erweiterungen (IPA Extensions, U+0250 bis U+02AF) enthält zusätzliche Zeichen für das Internationale Phonetische Alphabet (IPA). Sowohl moderne als auch historische Zeichen sind enthalten. Weitere Zeichen sind in den Blöcken Phonetische Erweiterungen und Phonetische Erweiterungen, Ergänzung zu finden. Die in der IPA-Tabelle als “Diacritics” bezeichneten Zeichen stehen in den Blöcken Spacing Modifier Letters und Kombinierende diakritische Zeichen. Außerdem werden für alle Zeichen, die formal lateinischen Buchstaben entsprechen (außer ɡ), diese Buchstaben verwendet, obwohl dies in einigen Schriftarten zu Problemen führen kann (z. B. bei a vs. ɑ, u vs. ʊ).
Die Möglichkeit, Unicode für die Darstellung phonetischer Zeichen zu verwenden, macht ältere Systeme wie X-SAMPA oder Kirshenbaum, die auf dem ASCII-System basieren, allmählich obsolet. Im Unicodeblock sind auch einige ehemalige IPA-Zeichen enthalten, die nicht mehr verwendet werden.
Das Internationale Phonetische Alphabet besitzt keine Unterscheidung zwischen Groß- und Kleinschreibung und besteht ausschließlich aus Kleinbuchstaben. Viele dieser Buchstaben werden aber auch in Alphabeten anderer Sprachen benutzt. Diese Großbuchstaben für diese Sprachen sind in den Blöcken Lateinisch, erweitert-B, Lateinisch, erweitert-C und Lateinisch, erweitert-D zu finden.

## Tabelle
| Unicodenummer | Zeichen (400 %) | Kategorie                               | Bidirektionale Klasse | Offizielle Bezeichnung                             | Beschreibung |
| ------------- | --------------- | --------------------------------------- | --------------------- | -------------------------------------------------- | --- |
| U+0250 (592)  | ɐ               | Kleinbuchstabe                          | links nach rechts     | LATIN SMALL LETTER TURNED A                        | Lateinischer Kleinbuchstabe gedrehtes A; steht für den fast offenen Zentralvokal |
| U+0251 (593)  | ɑ               | Kleinbuchstabe                          | links nach rechts     | LATIN SMALL LETTER ALPHA                           | Lateinischer Kleinbuchstabe Alpha; steht für den ungerundeten offenen Hinterzungenvokal |
| U+0252 (594)  | ɒ               | Kleinbuchstabe                          | links nach rechts     | LATIN SMALL LETTER TURNED ALPHA                    | Lateinischer Kleinbuchstabe gedrehtes Alpha; steht für den gerundeten offenen Hinterzungenvokal |
| U+0253 (595)  | ɓ               | Kleinbuchstabe                          | links nach rechts     | LATIN SMALL LETTER B WITH HOOK                     | Lateinischer Kleinbuchstabe B mit Haken; steht für den stimmhaften bilabialen Implosiv |
| U+0254 (596)  | ɔ               | Kleinbuchstabe                          | links nach rechts     | LATIN SMALL LETTER OPEN O                          | Lateinischer Kleinbuchstabe offenes O; steht für den gerundeten halboffenen Hinterzungenvokal |
| U+0255 (597)  | ɕ               | Kleinbuchstabe                          | links nach rechts     | LATIN SMALL LETTER C WITH CURL                     | Lateinischer Kleinbuchstabe C mit Kringel; steht für den stimmlosen alveolopalatalen Frikativ |
| U+0256 (598)  | ɖ               | Kleinbuchstabe                          | links nach rechts     | LATIN SMALL LETTER D WITH TAIL                     | Lateinischer Kleinbuchstabe D mit Schwanz; steht für den stimmhaften retroflexen Plosiv |
| U+0257 (599)  | ɗ               | Kleinbuchstabe                          | links nach rechts     | LATIN SMALL LETTER D WITH HOOK                     | Lateinischer Kleinbuchstabe D mit Haken; steht für den stimmhaften alveolaren Implosiv |
| U+0258 (600)  | ɘ               | Kleinbuchstabe                          | links nach rechts     | LATIN SMALL LETTER REVERSED E                      | Lateinischer Kleinbuchstabe gewendetes E; steht für den ungerundeten halbgeschlossenen Zentralvokal                                                                                                  |
| U+0259 (601)  | ə               | Kleinbuchstabe                          | links nach rechts     | LATIN SMALL LETTER SCHWA                           | Lateinischer Kleinbuchstabe Schwa; steht für den mittleren Zentralvokal |
| U+025A (602)  | ɚ               | Kleinbuchstabe                          | links nach rechts     | LATIN SMALL LETTER SCHWA WITH HOOK                 | Lateinischer Kleinbuchstabe Schwa mit Haken; steht für die rhotische Variante des mittleren Zentralvokals                                                                                            |
| U+025B (603)  | ɛ               | Kleinbuchstabe                          | links nach rechts     | LATIN SMALL LETTER OPEN E                          | Lateinischer Kleinbuchstabe offenes E; steht für den ungerundeten halboffenen Vorderzungenvokal |
| U+025C (604)  | ɜ               | Kleinbuchstabe                          | links nach rechts     | LATIN SMALL LETTER REVERSED OPEN E                 | Lateinischer Kleinbuchstabe gewendetes offenes E; steht für den ungerundeten halboffenen Zentralvokal                                                                                                |
| U+025D (605)  | ɝ               | Kleinbuchstabe                          | links nach rechts     | LATIN SMALL LETTER REVERSED OPEN E WITH HOOK       | Lateinischer Kleinbuchstabe gewendetes offenes E mit Haken; steht für die rhotische Variante des ungerundeten halboffenen Zentralvokals                                                              |
| U+025E (606)  | ɞ               | Kleinbuchstabe                          | links nach rechts     | LATIN SMALL LETTER CLOSED REVERSED OPEN E          | Lateinischer Kleinbuchstabe geschlossenes gewendetes offenes E; steht für den gerundeten halboffenen Zentralvokal                                                                                    |
| U+025F (607)  | ɟ               | Kleinbuchstabe                          | links nach rechts     | LATIN SMALL LETTER DOTLESS J WITH STROKE           | Lateinischer Kleinbuchstabe punktloses J mit Strich; steht für den stimmhaften palatalen Plosiv |
| U+0260 (608)  | ɠ               | Kleinbuchstabe                          | links nach rechts     | LATIN SMALL LETTER G WITH HOOK                     | Lateinischer Kleinbuchstabe G mit Haken; steht für den stimmhaften velaren Implosiv |
| U+0261 (609)  | ɡ               | Kleinbuchstabe                          | links nach rechts     | LATIN SMALL LETTER SCRIPT G                        | Lateinischer Kleinbuchstabe G in Schreibschrift (Script G); steht für den stimmhaften velaren Plosiv                                                                                                 |
| U+0262 (610)  | ɢ               | Kleinbuchstabe                          | links nach rechts     | LATIN LETTER SMALL CAPITAL G                       | Lateinisches Kapitälchen G; steht für den stimmhaften uvularen Plosiv |
| U+0263 (611)  | ɣ               | Kleinbuchstabe                          | links nach rechts     | LATIN SMALL LETTER GAMMA                           | Lateinischer Kleinbuchstabe Gamma; steht für den stimmhaften velaren Frikativ |
| U+0264 (612)  | ɤ               | Kleinbuchstabe                          | links nach rechts     | LATIN SMALL LETTER RAMS HORN                       | Lateinischer Kleinbuchstabe Widderhorn; steht für den ungerundeten halbgeschlossenen Hinterzungenvokal                                                                                               |
| U+0265 (613)  | ɥ               | Kleinbuchstabe                          | links nach rechts     | LATIN SMALL LETTER TURNED H                        | Lateinischer Kleinbuchstabe gedrehtes H; steht für den stimmhaften labiopalatalen Approximanten |
| U+0266 (614)  | ɦ               | Kleinbuchstabe                          | links nach rechts     | LATIN SMALL LETTER H WITH HOOK                     | Lateinischer Kleinbuchstabe H mit Haken; steht für den stimmhaften glottalen Frikativ |
| U+0267 (615)  | ɧ               | Kleinbuchstabe                          | links nach rechts     | LATIN SMALL LETTER HENG WITH HOOK                  | Lateinischer Kleinbuchstabe Heng mit Haken; steht für die beiden Laute stimmloser postalveolarer Frikativ (ʃ) und stimmloser velarer Frikativ (x) zugleich                                           |
| U+0268 (616)  | ɨ               | Kleinbuchstabe                          | links nach rechts     | LATIN SMALL LETTER I WITH STROKE                   | Lateinischer Kleinbuchstabe I mit Strich; steht für den ungerundeten geschlossenen Zentralvokal |
| U+0269 (617)  | ɩ               | Kleinbuchstabe                          | links nach rechts     | LATIN SMALL LETTER IOTA                            | Lateinischer Kleinbuchstabe Iota; stand für den ungerundeten zentralisierten fast geschlossenen Vorderzungenvokal, ist seit 1989 nicht mehr IPA-konform (heute „ɪ“).                                 |
| U+026A (618)  | ɪ               | Kleinbuchstabe                          | links nach rechts     | LATIN LETTER SMALL CAPITAL I                       | Lateinisches Kapitälchen I; steht für den ungerundeten zentralisierten fast geschlossenen Vorderzungenvokal                                                                                          |
| U+026B (619)  | ɫ               | Kleinbuchstabe                          | links nach rechts     | LATIN SMALL LETTER L WITH MIDDLE TILDE             | Lateinischer Kleinbuchstabe L mit Tilde in der Mitte; steht für den velarisierten oder pharyngalisierten stimmhaften lateralen alveolaren Approximanten [⁠l⁠]                                          |
| U+026C (620)  | ɬ               | Kleinbuchstabe                          | links nach rechts     | LATIN SMALL LETTER L WITH BELT                     | Lateinischer Kleinbuchstabe L mit Gürtel; steht für den stimmlosen lateralen alveolaren Frikativ |
| U+026D (621)  | ɭ               | Kleinbuchstabe                          | links nach rechts     | LATIN SMALL LETTER L WITH RETROFLEX HOOK           | Lateinischer Kleinbuchstabe L mit Retroflexionshaken; steht für den stimmhaften lateralen retroflexen Approximanten                                                                                  |
| U+026E (622)  | ɮ               | Kleinbuchstabe                          | links nach rechts     | LATIN SMALL LETTER LEZH                            | Lateinischer Kleinbuchstabe Lezh; steht für den stimmhaften lateralen alveolaren Frikativ |
| U+026F (623)  | ɯ               | Kleinbuchstabe                          | links nach rechts     | LATIN SMALL LETTER TURNED M                        | Lateinischer Kleinbuchstabe gedrehtes M; steht für den ungerundeten geschlossenen Hinterzungenvokal                                                                                                  |
| U+0270 (624)  | ɰ               | Kleinbuchstabe                          | links nach rechts     | LATIN SMALL LETTER TURNED M WITH LONG LEG          | Lateinischer Kleinbuchstabe gedrehtes M mit langem Bein; steht für den stimmhaften velaren Approximanten                                                                                             |
| U+0271 (625)  | ɱ               | Kleinbuchstabe                          | links nach rechts     | LATIN SMALL LETTER M WITH HOOK                     | Lateinischer Kleinbuchstabe M mit Haken; steht für den stimmhaften labiodentalen Nasal |
| U+0272 (626)  | ɲ               | Kleinbuchstabe                          | links nach rechts     | LATIN SMALL LETTER N WITH LEFT HOOK                | Lateinischer Kleinbuchstabe N mit linkem Haken; steht für den stimmhaften palatalen Nasal |
| U+0273 (627)  | ɳ               | Kleinbuchstabe                          | links nach rechts     | LATIN SMALL LETTER N WITH RETROFLEX HOOK           | Lateinischer Kleinbuchstabe N mit Retroflexionshaken; steht für den stimmhaften retroflexen Nasal |
| U+0274 (628)  | ɴ               | Kleinbuchstabe                          | links nach rechts     | LATIN LETTER SMALL CAPITAL N                       | Lateinisches Kapitälchen N; steht für den stimmhaften uvularen Nasal |
| U+0275 (629)  | ɵ               | Kleinbuchstabe                          | links nach rechts     | LATIN SMALL LETTER BARRED O                        | Lateinischer Kleinbuchstabe O mit waagerechtem Strich; steht für den gerundeten halbgeschlossenen Zentralvokal                                                                                       |
| U+0276 (630)  | ɶ               | Kleinbuchstabe                          | links nach rechts     | LATIN LETTER SMALL CAPITAL OE                      | Lateinisches Kapitälchen OE; steht für den gerundeten offenen Vorderzungenvokal |
| U+0277 (631)  | ɷ               | Kleinbuchstabe                          | links nach rechts     | LATIN SMALL LETTER CLOSED OMEGA                    | Lateinischer Kleinbuchstabe geschlossenes Omega; wurde bis 1989 parallel zu ʊ für den gerundeten zentralisierten fast geschlossenen Hinterzungenvokal verwendet                                      |
| U+0278 (632)  | ɸ               | Kleinbuchstabe                          | links nach rechts     | LATIN SMALL LETTER PHI                             | Lateinischer Kleinbuchstabe Phi; steht für den stimmlosen bilabialen Frikativ |
| U+0279 (633)  | ɹ               | Kleinbuchstabe                          | links nach rechts     | LATIN SMALL LETTER TURNED R                        | Lateinischer Kleinbuchstabe gedrehtes R; steht für den stimmhaften alveolaren Approximanten |
| U+027A (634)  | ɺ               | Kleinbuchstabe                          | links nach rechts     | LATIN SMALL LETTER TURNED R WITH LONG LEG          | Lateinischer Kleinbuchstabe gedrehtes R mit langem Bein; steht für den lateralen alveolaren Flap |
| U+027B (635)  | ɻ               | Kleinbuchstabe                          | links nach rechts     | LATIN SMALL LETTER TURNED R WITH HOOK              | Lateinischer Kleinbuchstabe gedrehtes R mit Haken; steht für den stimmhaften retroflexen Approximanten                                                                                               |
| U+027C (636)  | ɼ               | Kleinbuchstabe                          | links nach rechts     | LATIN SMALL LETTER R WITH LONG LEG                 | Lateinischer Kleinbuchstabe R mit langem Bein; stand bis 1989 für den stimmhaften scharfen apikodentalen Vibranten, heute „r“ (erhöhter stimmhafter alveolarer Vibrant)                              |
| U+027D (637)  | ɽ               | Kleinbuchstabe                          | links nach rechts     | LATIN SMALL LETTER R WITH TAIL                     | Lateinischer Kleinbuchstabe R mit Schwanz; steht für den stimmhaften retroflexen Flap |
| U+027E (638)  | ɾ               | Kleinbuchstabe                          | links nach rechts     | LATIN SMALL LETTER R WITH FISHHOOK                 | Lateinischer Kleinbuchstabe R mit Angelhaken; steht für den stimmhaften alveolaren Tap |
| U+027F (639)  | ɿ               | Kleinbuchstabe                          | links nach rechts     | LATIN SMALL LETTER REVERSED R WITH FISHHOOK        | Lateinischer Kleinbuchstabe gewendetes R mit Angelhaken; wird nur in der Sinologie für den apikodentalen Vokal verwendet, ansonsten „z“ für den silbischen stimmhaften alveolaren Frikativ           |
| U+0280 (640)  | ʀ               | Kleinbuchstabe                          | links nach rechts     | LATIN LETTER SMALL CAPITAL R                       | Lateinisches Kapitälchen R; steht für den stimmhaften uvularen Vibranten |
| U+0281 (641)  | ʁ               | Kleinbuchstabe                          | links nach rechts     | LATIN LETTER SMALL CAPITAL INVERTED R              | Lateinisches Kapitälchen umgekehrtes R; steht für den stimmhaften uvularen Frikativ |
| U+0282 (642)  | ʂ               | Kleinbuchstabe                          | links nach rechts     | LATIN SMALL LETTER S WITH HOOK                     | Lateinischer Kleinbuchstabe S mit Haken; steht für den stimmlosen retroflexen Frikativ |
| U+0283 (643)  | ʃ               | Kleinbuchstabe                          | links nach rechts     | LATIN SMALL LETTER ESH                             | Lateinischer Kleinbuchstabe Esh; steht für den stimmlosen postalveolaren Frikativ |
| U+0284 (644)  | ʄ               | Kleinbuchstabe                          | links nach rechts     | LATIN SMALL LETTER DOTLESS J WITH STROKE AND HOOK  | Lateinischer Kleinbuchstabe punktloses J mit Strich und Haken; steht für den stimmhaften palatalen Implosiv                                                                                          |
| U+0285 (645)  | ʅ               | Kleinbuchstabe                          | links nach rechts     | LATIN SMALL LETTER SQUAT REVERSED ESH              | Lateinischer Kleinbuchstabe gedrungenes gewendetes Esh; steht für den apikal-retroflexen Vokal; wird nur in der Sinologie verwendet, sonst „??“ (erhöhter stimmhafter retroflexer Frikativ)          |
| U+0286 (646)  | ʆ               | Kleinbuchstabe                          | links nach rechts     | LATIN SMALL LETTER ESH WITH CURL                   | Lateinischer Kleinbuchstabe Esh mit Kringel; steht für den palatalisierter stimmlosen postalveolaren Frikativ; laut IPA-Empfehlung sollte besser „ʃʲ“ verwendet werden                               |
| U+0287 (647)  | ʇ               | Kleinbuchstabe                          | links nach rechts     | LATIN SMALL LETTER TURNED T                        | Lateinischer Kleinbuchstabe gedrehtes T; steht für den dentalen Klick; laut IPA-Empfehlung sollte besser ein senkrechter Strich („\|“) verwendet werden                                              |
| U+0288 (648)  | ʈ               | Kleinbuchstabe                          | links nach rechts     | LATIN SMALL LETTER T WITH RETROFLEX HOOK           | Lateinischer Kleinbuchstabe T mit Retroflexionshaken; steht für den stimmlosen retroflexen Plosiv |
| U+0289 (649)  | ʉ               | Kleinbuchstabe                          | links nach rechts     | LATIN SMALL LETTER U BAR                           | Lateinischer Kleinbuchstabe U mit Strich; steht für den gerundeten geschlossenen Zentralvokal |
| U+028A (650)  | ʊ               | Kleinbuchstabe                          | links nach rechts     | LATIN SMALL LETTER UPSILON                         | Lateinischer Kleinbuchstabe Ypsilon; steht für den gerundeten zentralisierten fast geschlossenen Hinterzungenvokal                                                                                   |
| U+028B (651)  | ʋ               | Kleinbuchstabe                          | links nach rechts     | LATIN SMALL LETTER V WITH HOOK                     | Lateinischer Kleinbuchstabe V mit Haken; steht für den stimmhaften labiodentalen Approximanten |
| U+028C (652)  | ʌ               | Kleinbuchstabe                          | links nach rechts     | LATIN SMALL LETTER TURNED V                        | Lateinischer Kleinbuchstabe gedrehtes V; steht für den ungerundeten halboffenen Hinterzungenvokal |
| U+028D (653)  | ʍ               | Kleinbuchstabe                          | links nach rechts     | LATIN SMALL LETTER TURNED W                        | Lateinischer Kleinbuchstabe gedrehtes W; steht für den stimmlosen labiovelaren Frikativ |
| U+028E (654)  | ʎ               | Kleinbuchstabe                          | links nach rechts     | LATIN SMALL LETTER TURNED Y                        | Lateinischer Kleinbuchstabe gedrehtes Y; steht für den stimmhaften lateralen palatalen Approximanten                                                                                                 |
| U+028F (655)  | ʏ               | Kleinbuchstabe                          | links nach rechts     | LATIN LETTER SMALL CAPITAL Y                       | Lateinisches Kapitälchen Y; steht für den gerundeten zentralisierten fast geschlossenen Vorderzungenvokal                                                                                            |
| U+0290 (656)  | ʐ               | Kleinbuchstabe                          | links nach rechts     | LATIN SMALL LETTER Z WITH RETROFLEX HOOK           | Lateinischer Kleinbuchstabe Z mit Retroflexionshaken; steht für den stimmhaften retroflexen Frikativ                                                                                                 |
| U+0291 (657)  | ʑ               | Kleinbuchstabe                          | links nach rechts     | LATIN SMALL LETTER Z WITH CURL                     | Lateinischer Kleinbuchstabe Z mit Kringel; steht für den stimmhaften palatoalvolaren Frikativ |
| U+0292 (658)  | ʒ               | Kleinbuchstabe                          | links nach rechts     | LATIN SMALL LETTER EZH                             | Lateinischer Kleinbuchstabe z mit Unterschlinge; steht für den stimmhaften postalveolaren Frikativ                                                                                                   |
| U+0293 (659)  | ʓ               | Kleinbuchstabe                          | links nach rechts     | LATIN SMALL LETTER EZH WITH CURL                   | Lateinischer Kleinbuchstabe z mit Unterschlinge mit Kringel; steht für den palatalisierten stimmhaften postalveolaren Frikativ, für den jedoch laut IPA-Empfehlung besser „??“ verwendet werden soll |
| U+0294 (660)  | ʔ               | anderer Buchstabe, Silbe oder Ideogramm | links nach rechts     | LATIN LETTER GLOTTAL STOP                          | Lateinischer Buchstabe Glottisverschlusslaut |
| U+0295 (661)  | ʕ               | Kleinbuchstabe                          | links nach rechts     | LATIN LETTER PHARYNGEAL VOICED FRICATIVE           | Lateinischer Buchstabe stimmhafter pharyngaler Frikativ |
| U+0296 (662)  | ʖ               | Kleinbuchstabe                          | links nach rechts     | LATIN LETTER INVERTED GLOTTAL STOP                 | Lateinischer Buchstabe umgekehrter Glottisverschlusslaut; stand früher für den lateralen Klick, für den jedoch laut IPA-Empfehlung besser „ǁ“ verwendet werden soll                                  |
| U+0297 (663)  | ʗ               | Kleinbuchstabe                          | links nach rechts     | LATIN LETTER STRETCHED C                           | Lateinischer Buchstabe gestrecktes C; stand früher für den postalveolaren Klick, für den jedoch laut IPA-Empfehlung besser „!“ verwendet werden soll                                                 |
| U+0298 (664)  | ʘ               | Kleinbuchstabe                          | links nach rechts     | LATIN LETTER BILABIAL CLICK                        | Lateinischer Buchstabe bilabialer Klick; steht für den bilabialen Klick |
| U+0299 (665)  | ʙ               | Kleinbuchstabe                          | links nach rechts     | LATIN LETTER SMALL CAPITAL B                       | Lateinisches Kapitälchen B; steht für den stimmhaften bilabialen Vibranten |
| U+029A (666)  | ʚ               | Kleinbuchstabe                          | links nach rechts     | LATIN SMALL LETTER CLOSED OPEN E                   | Lateinischer Kleinbuchstabe geschlossenes offenes E; steht für den gerundeten halboffenen Vorderzungenvokal, ist jedoch nicht IPA-konform; besser „œ“                                                |
| U+029B (667)  | ʛ               | Kleinbuchstabe                          | links nach rechts     | LATIN LETTER SMALL CAPITAL G WITH HOOK             | Lateinisches Kapitälchen G mit Haken; steht für den stimmhaften uvularen Implosiv |
| U+029C (668)  | ʜ               | Kleinbuchstabe                          | links nach rechts     | LATIN LETTER SMALL CAPITAL H                       | Lateinisches Kapitälchen H; steht für den stimmlosen epiglottalen Frikativ |
| U+029D (669)  | ʝ               | Kleinbuchstabe                          | links nach rechts     | LATIN SMALL LETTER J WITH CROSSED-TAIL             | Lateinischer Kleinbuchstabe J mit sich kreuzendem Schwanz; steht für den stimmhaften palatalen Frikativ                                                                                              |
| U+029E (670)  | ʞ               | Kleinbuchstabe                          | links nach rechts     | LATIN SMALL LETTER TURNED K                        | Lateinischer Kleinbuchstabe gedrehtes K; wurde ursprünglich für einen velaren Klick vorgeschlagen, jedoch 1972 von der IPA zurückgezogen, weil ein solcher Laut nicht möglich ist                    |
| U+029F (671)  | ʟ               | Kleinbuchstabe                          | links nach rechts     | LATIN LETTER SMALL CAPITAL L                       | Lateinisches Kapitälchen L; steht für den stimmhaften velaren lateralen Approximanten |
| U+02A0 (672)  | ʠ               | Kleinbuchstabe                          | links nach rechts     | LATIN SMALL LETTER Q WITH HOOK                     | Lateinischer Kleinbuchstabe Q mit Haken; steht für den stimmlosen uvularen Implosiv; laut IPA sollte dafür jedoch besser „ʛ“ verwendet werden                                                        |
| U+02A1 (673)  | ʡ               | Kleinbuchstabe                          | links nach rechts     | LATIN LETTER GLOTTAL STOP WITH STROKE              | Lateinischer Buchstabe Glottisverschlusslaut mit Strich; steht für den stimmlosen epiglottalen Plosiv                                                                                                |
| U+02A2 (674)  | ʢ               | Kleinbuchstabe                          | links nach rechts     | LATIN LETTER REVERSED GLOTTAL STOP WITH STROKE     | Lateinischer Buchstabe gewendeter Glottisverschlusslaut mit Strich; steht für den stimmhaften epiglottalen Plosiv                                                                                    |
| U+02A3 (675)  | ʣ               | Kleinbuchstabe                          | links nach rechts     | LATIN SMALL LETTER DZ DIGRAPH                      | Lateinischer Kleinbuchstabe dz-Ligatur; steht für die stimmhafte dentale Affrikate und entspricht [dz], ist jedoch nicht IPA-konform                                                                 |
| U+02A4 (676)  | ʤ               | Kleinbuchstabe                          | links nach rechts     | LATIN SMALL LETTER DEZH DIGRAPH                    | Lateinischer Kleinbuchstabe dz-Ligatur mit Unterschlinge; steht für die stimmhafte postalveolare Affrikate und entspricht [dʒ], ist jedoch nicht IPA-konform                                         |
| U+02A5 (677)  | ʥ               | Kleinbuchstabe                          | links nach rechts     | LATIN SMALL LETTER DZ DIGRAPH WITH CURL            | Lateinischer Kleinbuchstabe dz-Ligatur mit Kringel; steht für die stimmhafte alveopalatale Affrikate und entspricht [dʑ], ist jedoch nicht IPA-konform                                               |
| U+02A6 (678)  | ʦ               | Kleinbuchstabe                          | links nach rechts     | LATIN SMALL LETTER TS DIGRAPH                      | Lateinischer Kleinbuchstabe ts-Ligatur; steht für die stimmlose dentale Affrikate und entspricht [ts], ist jedoch nicht IPA-konform                                                                  |
| U+02A7 (679)  | ʧ               | Kleinbuchstabe                          | links nach rechts     | LATIN SMALL LETTER TESH DIGRAPH                    | Lateinischer Kleinbuchstabe t-Esh-Ligatur; steht für die stimmlose postalveolare Affrikate und entspricht [tʃ], ist jedoch nicht IPA-konform                                                         |
| U+02A8 (680)  | ʨ               | Kleinbuchstabe                          | links nach rechts     | LATIN SMALL LETTER TC DIGRAPH WITH CURL            | Lateinischer Kleinbuchstabe tc-Ligatur mit Kringel; steht für die stimmlose alveopalatale Affrikate und entspricht [tʃ], nicht IPA-konform                                                           |
| U+02A9 (681)  | ʩ               | Kleinbuchstabe                          | links nach rechts     | LATIN SMALL LETTER FENG DIGRAPH                    | Lateinischer Kleinbuchstabe f-Eng-Ligatur; steht für den velopharyngalen Frikativ, nicht IPA-konform                                                                                                 |
| U+02AA (682)  | ʪ               | Kleinbuchstabe                          | links nach rechts     | LATIN SMALL LETTER LS DIGRAPH                      | Lateinischer Kleinbuchstabe ls-Ligatur; steht für den stimmlosen alveolateralen Frikativ, nicht IPA-konform                                                                                          |
| U+02AB (683)  | ʫ               | Kleinbuchstabe                          | links nach rechts     | LATIN SMALL LETTER LZ DIGRAPH                      | Lateinischer Kleinbuchstabe lz-Ligatur; steht für den stimmhaften alveolateralen Frikativ, nicht IPA-konform                                                                                         |
| U+02AC (684)  | ʬ               | Kleinbuchstabe                          | links nach rechts     | LATIN LETTER BILABIAL PERCUSSIVE                   | Lateinischer Buchstabe bilabialer Schlag, nicht IPA-konform |
| U+02AD (685)  | ʭ               | Kleinbuchstabe                          | links nach rechts     | LATIN LETTER BIDENTAL PERCUSSIVE                   | Lateinischer Buchstabe bidentaler Schlag, nicht IPA-konform |
| U+02AE (686)  | ʮ               | Kleinbuchstabe                          | links nach rechts     | LATIN SMALL LETTER TURNED H WITH FISHHOOK          | Lateinischer Kleinbuchstabe gedrehtes H mit Angelhaken; wird nur in der Sinologie verwendet |
| U+02AF (687)  | ʯ               | Kleinbuchstabe                          | links nach rechts     | LATIN SMALL LETTER TURNED H WITH FISHHOOK AND TAIL | Lateinischer Kleinbuchstabe gedrehtes H mit Angelhaken und Schwanz; wird nur in der Sinologie verwendet                                                                                              |